# 南鳥島航空基地

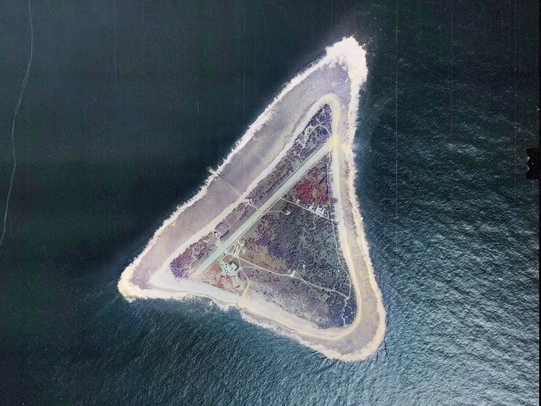
南鳥島航空基地の空中写真（1975年）

南鳥島航空基地（みなみとりしまこうくうきち）は、東京都小笠原村南鳥島に所在し、海上自衛隊硫黄島航空基地隊の分遣隊である南鳥島航空派遣隊等が配置されて、島の飛行場施設の運用や国境警備に当たっている。
島に駐在する約25名は全員が公務員だが、自衛官だけでなく気象庁と関東地方整備局の職員もおり、それぞれ別の庁舎に住んでいる。

## 飛行場
軍用飛行場であり民間機の定期航路は存在しないが、かつては太平洋を横断する軽航空機がテクニカルランディングのため利用していた。現在も国際航空運送協会の3レターコードが設定されており（MUS）、機材トラブルなどの緊急時にダイバートできるように設定されているが、滑走路が短いため機種は限られる。
本州から離れているうえ滑走路は自衛隊の飛行場でも特に短い1,372mしかないことから、航空自衛隊の飛行点検機や海上自衛隊の輸送機（C-130R）はここで運用できる機体が選定された。

## 沿革
- 1968年 - 小笠原諸島返還にあわせ、硫黄島航空基地分遣隊隷下の南鳥島航空派遣隊として編成された。
- 1991年 - 硫黄島航空基地分遣隊が硫黄島航空基地隊に改編されため同隊の所属部隊となった。

## 配置部隊
- 南鳥島航空派遣隊

## リンク
- 厚木航空基地HP
- 南鳥島の概要 - 国土交通省
- 日本の最東端「南鳥島」～絶海の孤島を訪ねて：時事ドットコム - 報道機関向けに公開された際の記事